# Ionien-attique
Pour les articles homonymes, voir Ionien et Attique (homonymie).
 (mars 2024).
Si vous disposez d'ouvrages ou d'articles de référence ou si vous connaissez des sites web de qualité traitant du thème abordé ici, merci de compléter l'article en donnant les références utiles à sa vérifiabilité et en les liant à la section « Notes et références ».
L’ionien-attique est un groupe dialectal du grec ancien, regroupant le dialecte attique, parlé dans la région homonyme autour d'Athènes, et l’ionien parlé dans une grande partie du pourtour de la mer Égée.